# Stenelmis centridivisa
Stenelmis centridivisa là một loài bọ cánh cứng trong họ Elmidae. Loài này được Zhang, Yang & Zhang miêu tả khoa học năm 2003.